# Zufällig verheiratet
Zufällig verheiratet (Originaltitel: The Accidental Husband) ist eine britische Filmkomödie aus dem Jahr 2008. Regie führte Griffin Dunne, produziert und vertrieben wurde der Film von der Yari Film Group.

## Handlung
Emma Lloyd ist eine erfolgreiche Radiomoderatorin, die in ihren Sendungen Ratschläge zu Beziehungsfragen gibt. Sie ist mit Richard Bratton verlobt, ihrem Verleger. Als Emma der Anruferin Sofia einen Ratschlag gegeben hat, verlässt diese ihren Verlobten, den Feuerwehrmann Patrick Sullivan. Dieser will sich an Emma rächen. Als ein befreundeter Hacker über das Internet auf ihre Daten zugreift, lässt er diesen eine fiktive Hochzeit zwischen Emma und Patrick in ihre digitale Akte eintragen. Als Emma und Richard das Aufgebot bestellen wollen, erfahren beide, dass Emma angeblich bereits verheiratet ist. Emma ist nun gezwungen, Patrick aufzusuchen und die Ehe für ungültig erklären zu lassen. Es ergibt sich, dass Patrick und Emma bei einer Tortenverköstigung für Emmas Hochzeit unwissend die Frau des Investors von Richards Verlag kennenlernen, der diesen schließen lassen will. Beide geben vor, ein Paar zu sein.
Auf der anstehenden Buchpräsentation von Emma kommt es daraufhin zwangsläufig zur Verwechslung von Patrick und Richard. Emma stellt den verwirrten Richard als ihren Bruder vor, während Patrick mit dem Investor scherzt und dieser später Richards Vertrag verlängert. Daraufhin lädt Patrick das Investorenpaar zu einer Upanayanam-Feier seiner Vermieter ein, wobei sich Patrick und Emma näherkommen.
Als Patrick die Formulare bei Emma vorbeibringen will, um die fingierte Hochzeit lösen zu können, stellt er ihr die Frage, auf welcher Basis sie ihre Ratschläge gebe. Danach küsst er sie im Fahrstuhl und übergibt ihr die Papiere. Nach reiflicher Überlegung will Emma die Hochzeit mit Richard abblasen und sie verbringt die Nacht zusammen mit Patrick. Am nächsten Morgen entdeckt sie in seinem Mülleimer Artikel über ihre Person und die Hochzeitseinladungen von Sofia und Patrick. Aufgrund ihrer Entdeckungen geht sie davon aus, dass Patrick nur ein Spiel mit ihr spielt, und sie rennt überstürzt davon. Patrick beichtet ihr, dass er sich an ihr für ihren Ratschlag rächen wollte, der zu seiner Trennung von Sofia geführt hat, sich aber dann in sie verliebt hat. 
Emma kehrt zu Richard zurück und plant mit ihm die Hochzeit, auf der sie jedoch gemeinsam feststellen, dass sie Patrick liebt und es ein Fehler wäre, zu heiraten – worauf sie in der Kirche den Feueralarm auslöst und ausdrücklich Patricks Einheit zum Einsatz anfordert. Die Ehe zwischen Emma und Patrick wird nicht annulliert und die beiden werden schlussendlich ein Ehepaar.
Am Ende sieht man Emma schwanger ihre Sendung moderieren.

## Hintergrund
Der Film wurde in New York und in Greenwich (Connecticut) gedreht. Die Dreharbeiten begannen am 13. November 2006. Weltpremiere hatte der Film am 13. Februar 2008 in London. Am 29. Februar 2008 kam er in die britischen und die irischen Kinos. Kinostart in Deutschland und in Österreich war am 13. November 2008. In den britischen Kinos wurden über zwei Millionen Pfund Sterling eingespielt, davon 700.000 Pfund allein am Eröffnungswochenende. Am 10. November 2009 erschien der Film in den USA auf DVD. In Deutschland wurde der Film am 13. August 2009 von Touchstone Pictures auf DVD und Blu-ray mit einer FSK-6-Freigabe veröffentlicht.
In der Bar, in der Emma erstmals auf Patrick trifft, prostet ihr Patrick mit den Worten auf die Braut (engl. Bride) zu. Dies ist eine Hommage an Quentin Tarantinos Filme Kill Bill: Vol. 1 und Kill Bill: Vol. 2, in denen Uma Thurman als The Bride auftrat.
Jeffrey Dean Morgan, der im Film einen Feuerwehrmann spielt, war als solcher bereits 2001 in der Episode The Crossing der siebten Staffel von Emergency Room – Die Notaufnahme zu sehen.

## Synchronisation
Der Film wurde von der Berliner Film- & Fernseh-Synchron nach dem Dialogbuch von Marianne Groß unter ihrer Dialogregie synchronisiert.
| Darsteller          | Sprecher            | Rolle                 |
| ------------------- | ------------------- | --------------------- |
| Jeffrey Tedmori     | Konrad Bösherz      | Ajay                  |
| Brooke Adams        | Marianne Groß       | Carolyn               |
| Gary Cowling        | Hans Hohlbein       | Clerk                 |
| Michael Mosley      | Marcel Collé        | Declin                |
| Ajay Naidu          | Imtiaz Haque        | Deep                  |
| Uma Thurman         | Petra Barthel       | Dr. Emma Lloyd        |
| Keir Dullea         | Reinhard Kuhnert    | Karl Bollenbecker     |
| Kristina Klebe      | Sarah Riedel        | Katerina Bollenbecker |
| Nick Sandow         | Lutz Schnell        | Larry                 |
| Lindsey Kraft       | Julia Stoepel       | Lauren                |
| Lindsay Sloane      | Anna Carlsson       | Marcy                 |
| Isabella Rossellini | Susanna Bonasewicz  | Mrs. Bollenbecker     |
| Jeffrey Dean Morgan | Charles Rettinghaus | Patrick Sullivan      |
| Colin Firth         | Tom Vogt            | Richard Bratton       |
| Justina Machado     | Ghadah Al-Akel      | Sofia                 |
| Sam Shepard         | Frank Glaubrecht    | Wilder Lloyd          |

## Rezeption
Stella Papamichael schrieb am 26. Februar 2008 für die BBC, die Komödie sei derart „hoffnungslos gewunden“, dass es zu viel verlangt sei, ihr neunzig Minuten zu widmen. Sie zeige, dass Thurman am besten kühle Charaktere darstelle, während man hier ihr einen Imagewechsel abverlange. Das Drehbuch sei halbherzig geschrieben.
Anthony Quinn schrieb in The Independent vom 29. Februar 2008, selbst das bisherige „jämmerliche Werk“ (dismal pedigree) jeweils des Regisseurs und des Drehbuchautors bereite nicht auf „diesen Schock“ vor. Die Handlung weise „unerträgliche Dummheit“ (insufferable silliness) auf. Die Darstellung von Uma Thurman wirke „durch und durch falsch“.
Die Redaktion von Cinema urteilte: „Komödiantische Sternstunden mögen anders aussehen, aber Regisseur Griffin Dunne (»In Sachen Liebe«) und seine entspannten Darsteller verleihen dem arg vorhersehbaren Plot durchaus Charme. Bauchmenschen wie Patrick werden an solch unbeschwerten Kitsch-Blödeleien ihren Spaß haben. Fazit: Romantische Komödie aus dem Hollywood-Baukasten – mit einem extra knuffigen Hauptdarsteller-Trio.“